# Пахан
Пахан — многозначное слово, вошедшее в обиходную речь на всей территории бывшего СССР со времён НЭПа. Оно получило широкое распространение с начала 1960-х годов в местах лишения свободы (прежде всего в камерной системе), где имело хождение вплоть до начала 1990-х.
Ему приписывается целый ряд значений (отец, главарь преступной группировки, опытный авторитетный вор, начальник уголовного розыска и т. п.), многие из которых являются явно ошибочными. Изначально оно обозначало воспитателя малолетних заключённых в СИЗО, который назначался из числа взрослых заключённых. Появление этого значения связывают с принятием нового уголовного кодекса РСФСР в 1961 году, который разделил исправительно-трудовые колонии по режиму содержания, а также ввёл воспитательно-трудовые колонии для несовершеннолетних преступников (так называемые «малолетки»). Отчаянное и жестокое поведение послевоенного поколения юных уголовников заставило администрацию ГУИНа усилить контроль над своими заключёнными. Тогда-то и появились «паханы». Обычно ими становились «зэки» в возрасте от сорока до пятидесяти лет, получившие срок за бытовые нетяжкие преступления. Как правило, они годились малолеткам в отцы и отчасти могли заменить их.